# Děčínský Sněžník
De Děčínský Sněžník (Duits: Hoher Schneeberg, ook wel Tetschner Schneeberg genoemd) is de hoogste berg van het Elbezandsteengebergte met 723 meter hoogte.
De Děčínský Sněžník bevindt zich in het Elbezandsteengebergte in het ChKO Labské pískovce ongeveer 8 km ten westen van Děčín. Aan de voet ligt het dorp Sněžník (Schneeberg) dicht bij Jílové (Eulau). Ten noorden ligt de lokale weg 177 tussen Pirna en Děčín.

## Uitzicht
Het uitzicht vanaf de Děčínský Sněžník is een van de mooiste van Bohemen. Met uitzichten naar het Saskische en Boheems Zwitserland. In het oosten over het Lausitzer gebergte en Jeschkenkamm. In het zuiden over het landschap van het Boheems middelgebergte en in het westen over het Ertsgebergte. Bij goed weer is het Reuzengebergte zichtbaar. Aan de noordzijde is het Dresden uitzicht (Draždanska vyhlidka).

## Routes naar de top
- Over een rood gemarkeerde wandelroute (Wandelroute E3) kan men vanaf Děčín naar de Děčínský Sněžník
- Vanaf Rosenthal is een weg over de grensovergang Eulenthor bij het dorp Sněžník (Schneeberg) naar de top

## Galerij

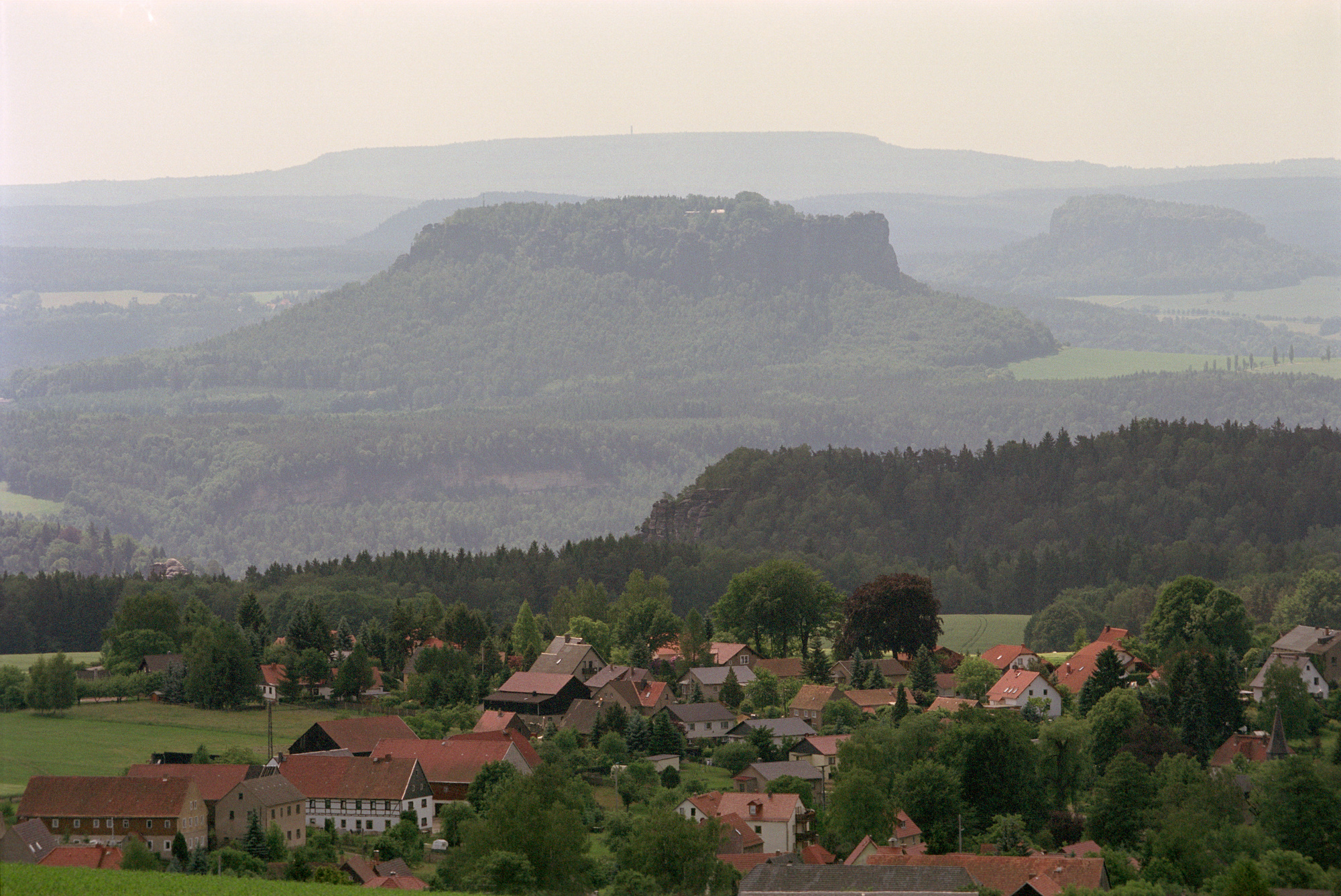
Uitzicht vanaf de Hohburkersdorfer Rundblick op de Děčínský Sněžník
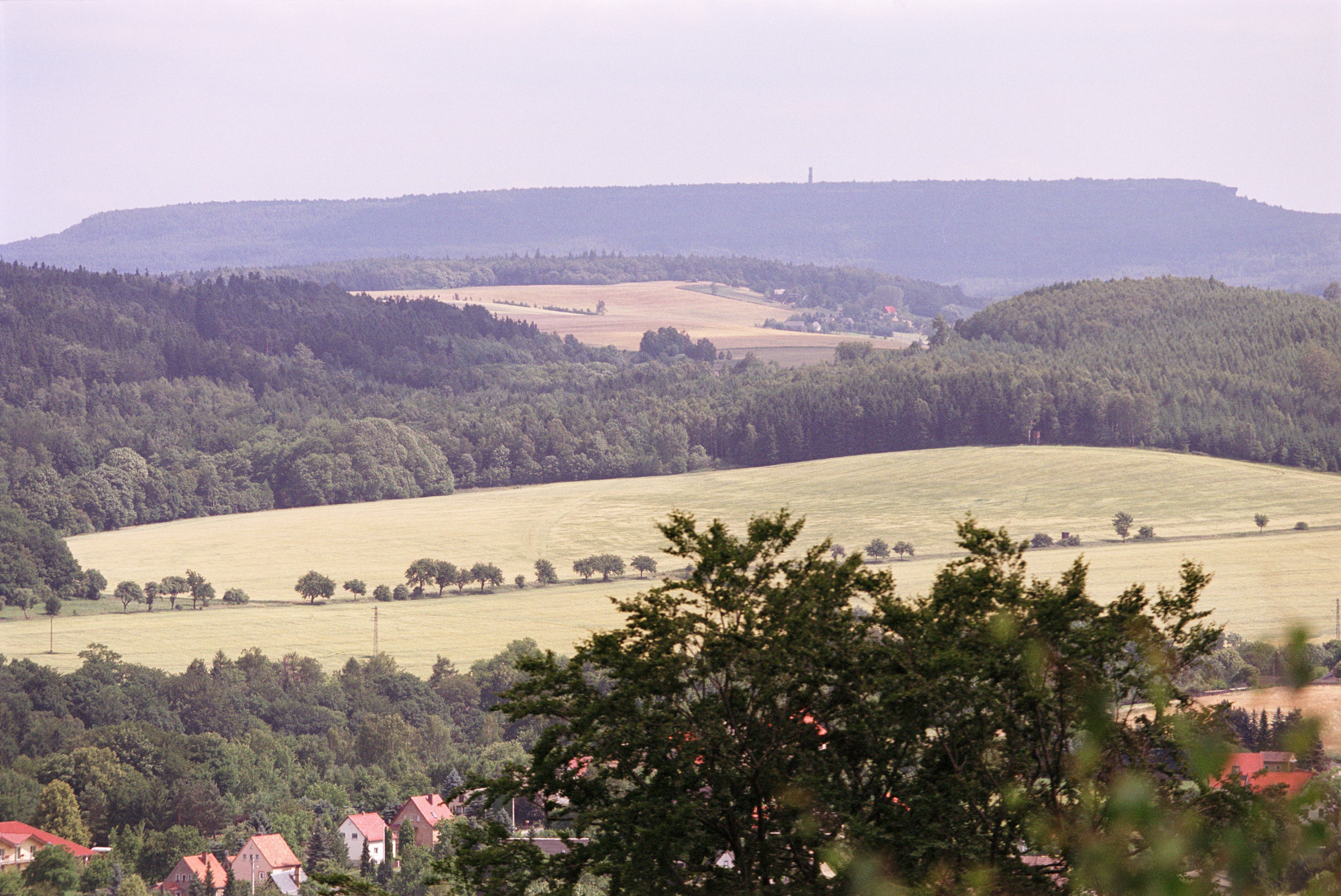
Uitzicht vanaf de Bernhardstein naar de Děčínský Sněžník
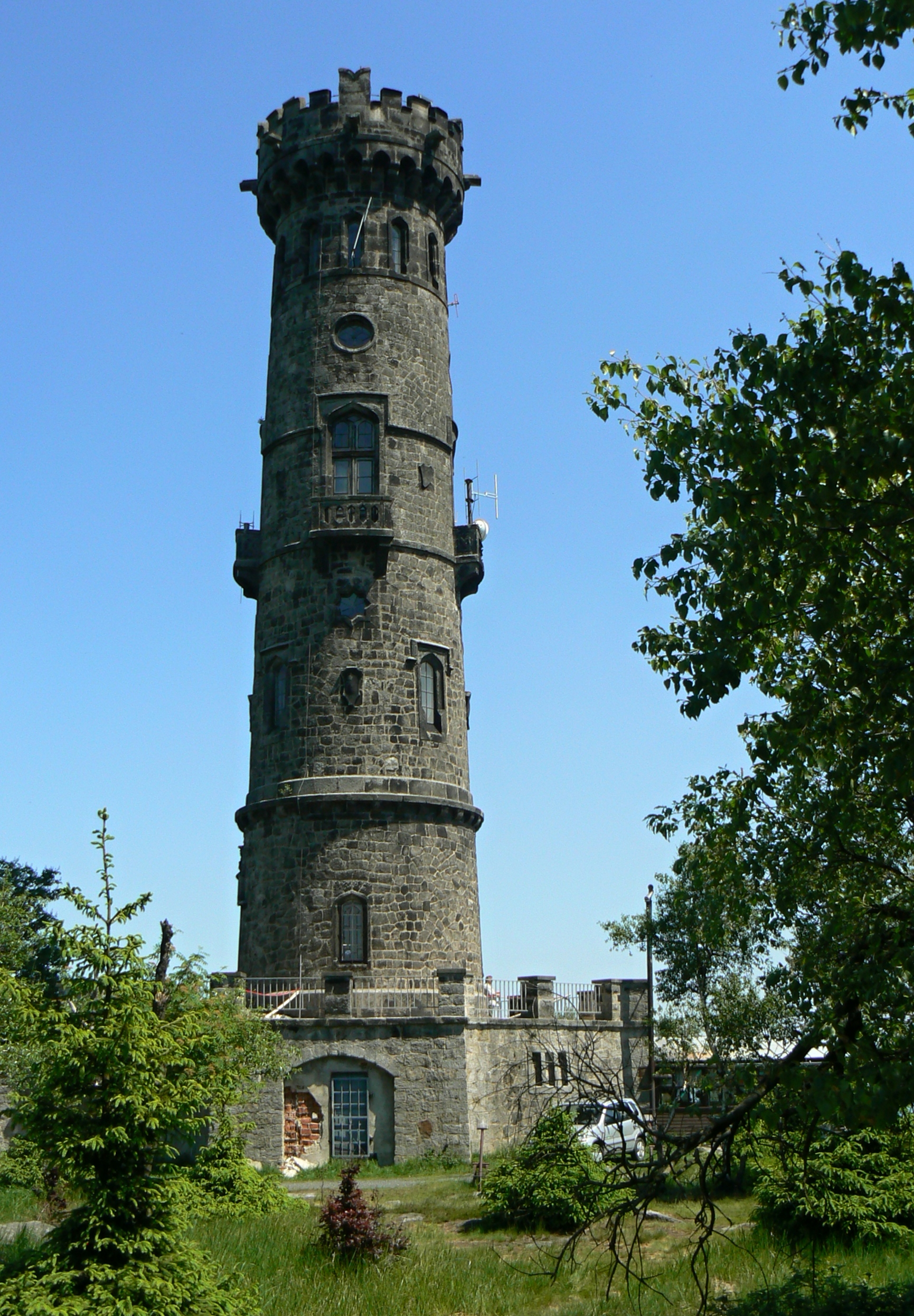
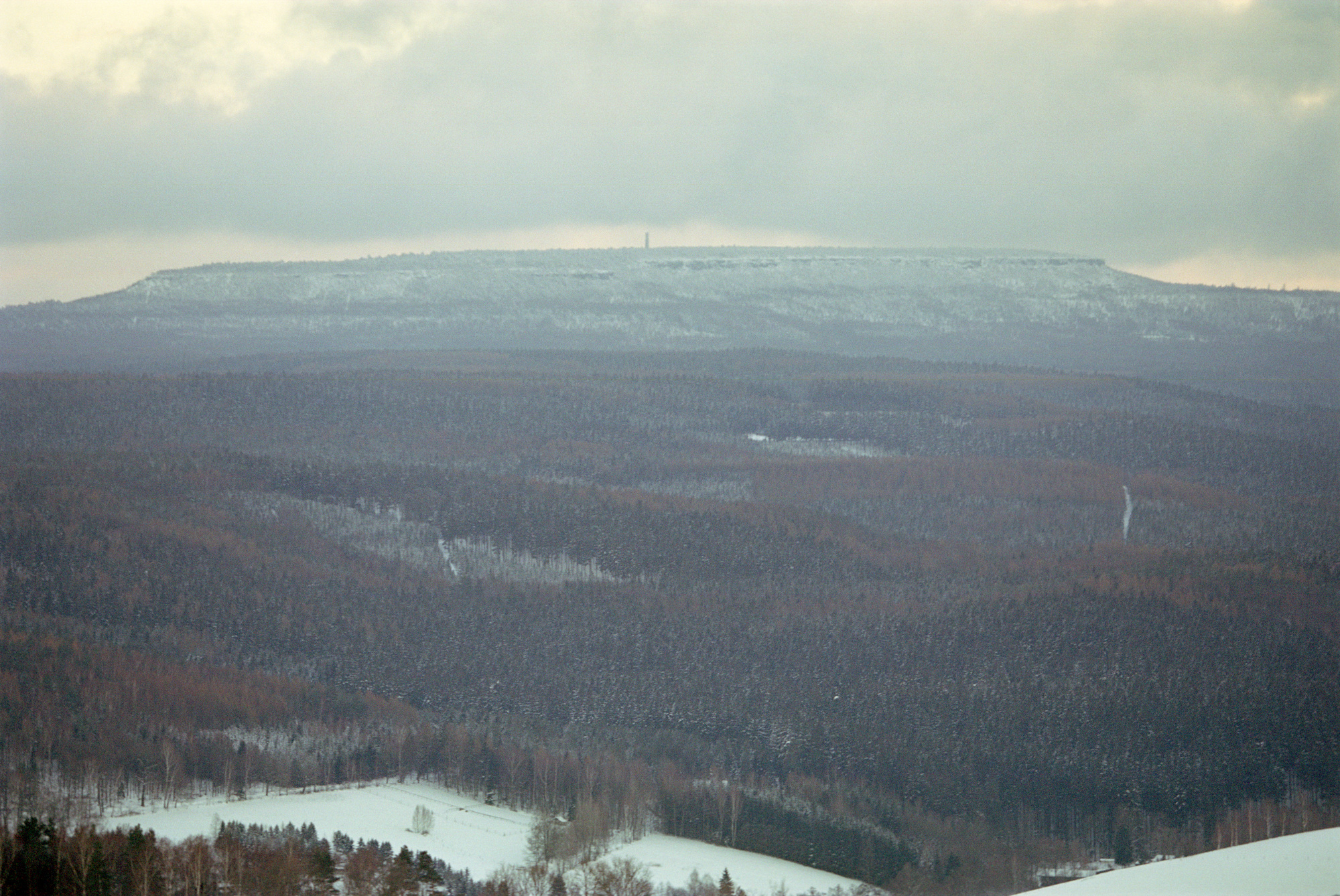
Uitzicht vanaf Papststein naar de Děčínský Sněžník
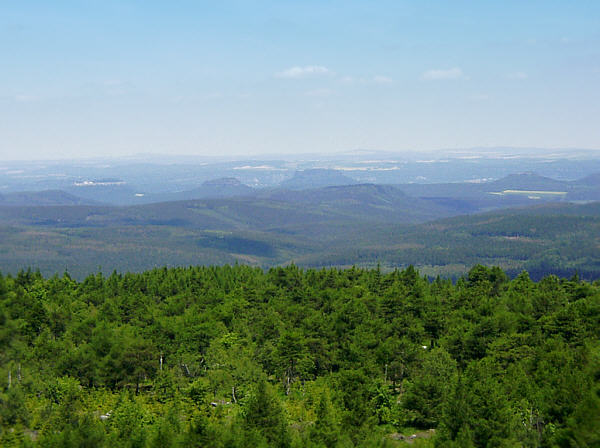
Uitzicht vanaf de Děčínský Sněžník